# Palau Reial de Riofrío
El Palau Reial de Riofrío, situat al terme municipal del Real Sitio de San Ildefonso, a la província de Segòvia, és una de les residències de la Família Reial Espanyola. La seva titularitat i administració correspon a l'ens Patrimoni Nacional que gestiona els béns de l'Estat al servei de la corona.
El palau és d'estil italianitzant de planta quadrada i tres pisos d'altura, dissenyat per l'arquitecte italià Virgilio Rabaglio seguint l'estil del Palau Reial de Madrid. Resulta d'interès el Museu de Caça, el pati interior, l'escalinata d'honor, la capella i la col·lecció d'escultures, pintures, tapissos i mobiliari.
Es troba envoltat per boscos on hi ha daines i cérvols.

## Història

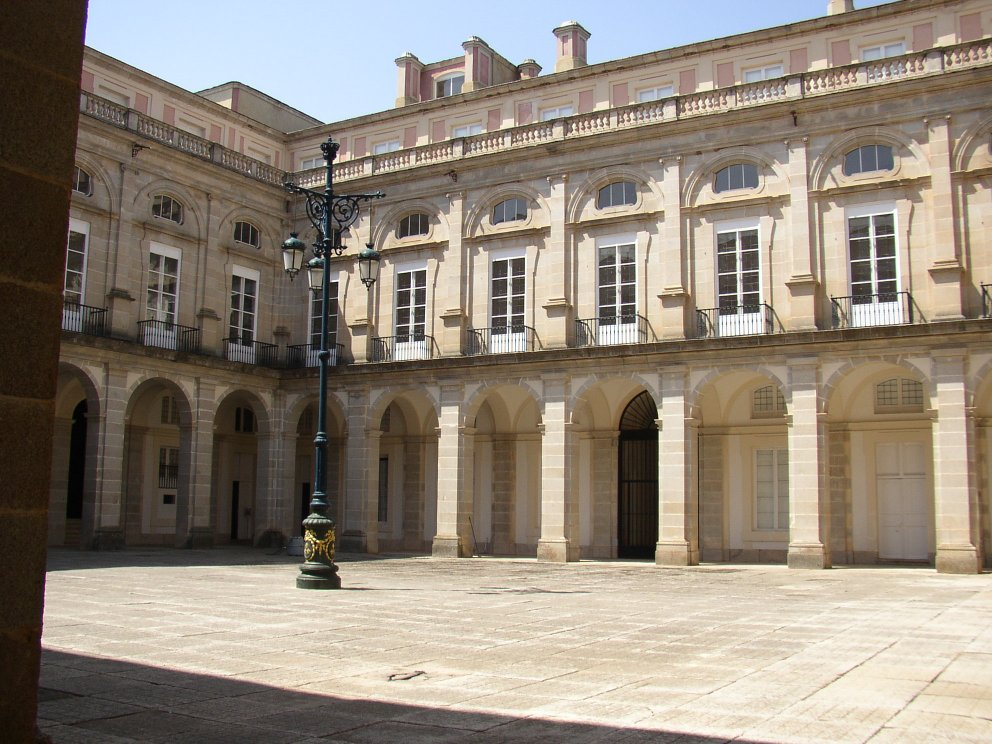
Pati interior del Palau

La reina Isabel Farnese, segona muller de Felip V, desitjava que el seu fill Carles ascendira al tron d'Espanya, però, seguint l'ordre dinàstic, abans els corresponia als dos fills majors del rei, Lluís i Ferran, ambdós fills de la seva primera muller. No obstant la reina no es resignà a perdre la seva influència política i les seves ingerències a la governació de l'Estat foren grans.
Lluís I ascendí al tron en 1724 per l'abdicació del rei, però va morir als sis mesos de començar el seu regnat, en agost d'aquest any. Felip V va reassumir la Corona, que cenyiria fins a la seva mort en 1746. Aquest any va ascendir al tron Ferran VI, qui, fatigat per les interferències de la reina mare Isabel Farnese, li va permetre construir un palau per a mantenir-la allunyada de la Cort. Isabel Farnese manà construir el palau en 1751 en un antic vedat de caça en la província de Segòvia.
Abans de finalitzar les obres, Ferran VI va morir sense descendència i Isabel Farnese va veure complert el seu somni i el seu fill Carles III, aleshores rei de Nàpols fou cridat per a assumir el tron d'Espanya. Desaparegué, per tant, la necessitat de traslladar-se a Riofrío i malgrat que es finalitzà la construcció del Palau, la reina mai va residir-hi.
El Palau fou utilitzat pels successius sobirans espanyols quan anaven a caçar als boscos de Riofrío. Habitaren el palau de forma habitual el rei consort Francesc d'Assís de Borbó, retirat a Riofrío fart de les infidelitats de la reina Isabel II, i també Alfons XII, durant el dol per la mort de la seva muller Maria de la Mercè.